# أندي دروري
أندي دروري (بالإنجليزية: Andy Drury) هو لاعب كرة قدم بريطاني في مركز الوسط، ولد في 28 نوفمبر 1983 في سيتينغبورن ‏ في المملكة المتحدة. لعب مع إبسفليت يونايتد وإيبسويتش تاون وستيفيناغ بوروه ونادي كرولي تاون ونادي لوتون تاون ونادي ليويس.

## وصلات خارجية
- أندي دروري على موقع قاعدة بيانات كرة القدم.إي يو (الإنجليزية)
- أندي دروري على موقع Soccerbase.com (لاعب) (الإنجليزية)
- أندي دروري على موقع Soccerway.com (الإنجليزية)